# Технологическое руководство Звёздного флота
Технологическое руководство Звёздного флота (англ. Star Trek Star Fleet Technical Manual) - это фантастический справочник написанный американским художником Францем Иосифом, о работе Звёздного флота, военных, исследовательских и дипломатических организаций, показанных во франшизе «Звёздный путь».
Хотя это и художественная литература, книга представлена как коллекции фактических документов из вымышленной Вселенной, описывающих Звёздный флот и Объединенную Федерацию планет в XXIII веке. В книге описано как случайно отправленные из будущего в XX век. В эпизоде «Завтра — это вчера», на звездолёте «Энтерпрайз NCC-1701» произошел случайный скачок назад во времени в результате дурацкого казуса, во время которого руководство было случайно скачано в основной компьютер ныне закрытой станции ВВС США «Омаха».

## Содержание руководства
В книге подробно рассказывается о работе технологий, использовавшихся в сериале «Звёздный путь: Оригинальная серия», включая корабли, фазеры, трикодеры, универсальные переводчики и медицинское оборудование, и даже диаграммы для рабочего коммуникатора, построенного с использованием электроники XX-го века. Он также содержит планы для трехмерных шахмат и излагаются некоторые основные правила игры.
Разделы:
- Введение
- Общий раздел
- Командование
- Наука
- Поддержка сервисов

## История написания
В 1973 году Франц и его дочь присоединились в Сан-Диего к Треккерам общества под названием «STAR», члены которого провели время, делая свой собственный Trek реквизит и костюмы. Используя свои таланты в аэрокосмическом дизайне, он начал делать технические чертежи фазеров и трикодеров. Он быстро собрал большую коллекцию и отправил копии очень впечатленному Джину Родденберри, чья жена Меджел Барретт, через Lincoln Enterprises, производила памятные вещи из «Звёздного пути». Хотя он считал франшизу мертвой, Родденберри предложил Джозефа обратиться за помощью к Барретт в создании руководства, проекта, благословленного привилегированным доступом к оригинальным реквизитам и чертежам.
Книга, опубликованная американским издательством Ballantine, заняла первое место в списке американской газеты The New York Times trade paperback, побив существующий рекорд по прибыльности. Его успех намекнул на большой потенциал бренда, и в течение года после его публикации Paramount и Roddenberry заключили контракт, чтобы начать работу над фильмом «Звёздный путь».

## Использование в качестве справочного материала
Книга называлась фоновые изображения в первых трех фильмах «Звёздного пути». Элементы руководства, отображаемые на экране, включают:
- Списки названий звездолетов, адаптированные для фоновых сцен открытия сцены на аванпосте связи в «Звёздный путь (фильм)»;
- Схемы звездолета, видимые на фоне мостовых дисплеев в тесте Кобаяси Мару в фильме «Звёздный путь 2: Гнев Хана»;
- Планы Энтерпрайз, используемые в фильме «Звёздный путь 3: В поисках Спока» на дисплее монитора, когда печать на жилых помещениях Spock сломана.

Кроме того, руководство, наряду с полуофициальными чертежами, доступными во времена клингонских и Ромуланских кораблей, было основным источником для первоначальных проектов, используемых для кораблей Федерации для настольной игры «Star Fleet Battles».